# هلیوس
هلیوس (به یونانی: Ἥλιος)، (به انگلیسی: Helios) در اساطیر یونانی، ایزد و نماد خورشید است. او همچنین حامی و نگهبان سوگندها و موهبت بینایی به‌شمار می‌رفت. او پسر تایتان هیپریون و تئا، برادر سلنه (ماه) و ائوس (سپیده‌دم) بود. از همسرش پرسه (یکی از اوکئانیدها) و دیگر معشوقه‌هایش فرزندان بسیاری داشت. او و پرسه صاحب سه فرزند به نام‌های آئیتس، پاسیفائه و کیرکه شدند. نام یکی از پسرانش فایتون بود. با گذشت زمان هلیوس، به‌طور فزاینده‌ای با ایزد روشنایی آپولون نسبت داده شد. اگرچه با وجود عقایدی که داشتند، آن‌ها به عنوان دو ایزد مجزا از یکدیگر تصور می‌شدند، چون هلیوس یک تیتان بود و در طرف دیگر آپولون یکی از المپ نشینان به حساب می‌آمد. «در واقع رومیان اولین بار هلیوس را با آپولون یکی پنداشتند تا برای دو ایزد مجزای نور و روشنی قربانی نکنند»هلیوس قابل قیاس با سول در اساطیر روم باستان است.
هلیوس هر صبح در سپیده‌دم با ارابه آتشین چهار اسبهٔ خود از شرق راه می‌افتاد و تا غروب در آسمان‌ها می‌راند. از آنجایی که هلیوس تمام طول روز در آسمان می‌تاخت و از بالا به زمین نگاه می‌کرد، مردم معتقد بودند او همه چیز را بر روی زمین دیده و می‌شنود، بنابراین ایزدان و انسان‌ها، او را گواه بر اتفاقات مختلف یا سوگندهای یاد شده می‌دانستند. هلیوس یکبار اجازه داد پسرش فایتون هدایت ارابه‌اش در آسمان را به عهده بگیرد، اما این جوان بی‌تجربه کنترل اسب‌ها را از دست داد و به سوی مرگ رهسپار شد. هلیوس به شکل جوانی خوش‌سیما، بدون ریش که شنلی بنفش به تن داشت و هاله‌ای درخشان به شکل تاج در دور سرش بود، تصویر می‌شد. نمادهای مرتبط با او شلاق و زمین هستند و خروس و عقاب برایش حیوان‌هایی مقدس بودند.

## توصیف
هلیوس معمولاً به عنوان یک جوان خوش تیپ با تاج خروس خورشید درخشان که هر روز ارابه خورشید را از طریق آسمان به اقیانوس دور زمین می‌چرخاند و از طریق اقیانوس جهانی شبانه به شرق بازمی‌گردد، تصویر می‌شود. در سرود هومریس به هلیوس، گفته می‌شود هلیوس یک ارابه طلای کشیده شده توسط قایق‌ها را هدایت می‌کند (HH 31.14–15). و پیندار از "مضراب‌های آتش دار" هلیوس صحبت می‌کند (Olympian Ode 7.71). هنوز هم بعداً اسبان به آتش سوخته شدند: Pyrois ("آن فرد آتشین")، Aeos ("او که آسمان را می‌چرخاند")، آتون ("Blazing") و فلگن ("Burning").
تصاویر پیرامون خدای خورشیدی که ارابه می‌راند به احتمال زیاد ریشه هندو-اروپایی دارد و هم در آئین‌های اولیه یونان و هم در خاور نزدیک است. اولین نمایش‌های هنری «خدای ارابه» از دوره اشکانیان (قرن ۳) در ایران است که در آنجا شواهدی از انجام مراسم برای خدای خورشید توسط مجوس وجود دارد، که نشان دهنده یکسان‌سازی عبادت هلیوس و میتراست.
هلیوس به عنوان یک شخصیت خورشید و یک نیروی خلاق اساسی در پشت آن دیده می‌شود و در نتیجه غالباً به عنوان خدای زندگی و آفرینش مورد پرستش قرار می‌گیرد. هومر هلیوس را خدایی توصیف کرد که «به انسانها شادی می‌بخشد» و سایر متون باستانی با توجه به اینکه او منبع حیات و بازآفرینی و مرتبط با خلقت جهان است، به او لقب «بخشنده» (ἱλαρός) می‌دهند. برخی از منابع هلیوس را الهه شفا و سلامتی‌دهنده نیز می‌دانند، یکی از قسمت‌های ثبت شده در Papyri جادویی یونان در مورد هلیوس می‌گوید: «زمین وقتی شکوفا شدی شکوفا شد و گیاهان را بارور کرد وقتی که می‌خندی و موجودات زنده را در صورت اجازه زنده می‌کردی.»